# Éderson (Fußballspieler, 1999)
Éderson(* 7. Juli 1999 in Campo Grande; voller Name Éderson José dos Santos Lourenço da Silva) ist ein brasilianischer Fußballspieler, der bei Atalanta Bergamo unter Vertrag steht.

## Karriere

### Verein
Der in Campo Grande geborene Éderson begann seine professionelle Karriere bei Desportivo Brasil, einem Verein aus São Paulo. Am 15. Juli 2018 wurde er für ein Jahr an den Erstligisten Cruzeiro EC  nach Belo Horizonte ausgeliehen. Die Celeste sicherten sich auch eine optionale Kaufoption für den defensiven Mittelfeldspieler. Zuerst nur ein Kandidat für die U19, berief ihn Cheftrainer Mano Menezes bereits nach kurzer Zeit in die erste Mannschaft. Am 6. September (23. Spieltag) debütierte er in der Série A, als er beim 1:1-Unentschieden gegen Botafogo FR in der 75. Spielminute für Thiago Neves eingewechselt wurde. Bis Saisonende 2018 kam er in weiteren vier Ligaspielen zum Einsatz.
Nachdem er im nächsten Spieljahr 2019 zu Beginn nur sporadisch zu Spielzeit gekommen war, gelang ihm im September 2019 der Durchbruch als Stammspieler. Am 20. Oktober (27. Spieltag) gelang ihm beim 2:1-Auswärtssieg gegen die Corinthians São Paulo sein erstes Tor für seinen Verein. In dieser Saison kam er in 21 Ligaspielen zum Einsatz, in denen er zwei Tore erzielte. Nach dem Abstieg des Vereins löste er im Februar 2020 seinen bis Juli 2023 laufenden Vertrag bei Cruzeiro auf.
Im Februar wurde seine Verpflichtung durch SC Corinthians bekannt. Um die Verpflichtung zu ermöglichen, zog Éderson seine Klage vor dem Arbeitsgericht gegen Cruzeiro wegen ausstehender Gehaltszahlungen in Höhe von rund 600.000 Euro zurück. Sein Debüt in der Ligameisterschaft gab er am 12. August 2020 (2. Spieltag) bei der 2:3-Auswärtsniederlage gegen Atlético Mineiro. Er schaffte es in der Spielzeit 2020 jedoch nicht sich als Stammspieler zu etablieren. Insgesamt kam er dennoch auf 25 Pflichtspieleinsätze, in denen er drei Torerfolge verbuchen konnte.
Für die nächste Série 2021 wechselte er auf Leihbasis zum Ligakonkurrenten Fortaleza EC.
Im Januar 2022 wechselte Éderson in die italienische Serie A zur US Salernitana. Bereits im Sommer desselben Jahres zog es ihn zum Ligakonkurrenten Atalanta Bergamo.

### Nationalmannschaft
Nachdem Éderson am 15. Oktober 2018 bereits in einem Freundschaftsspiel mit der brasilianischen U20 gegen Chile antreten durfte, erfolgte im Mai 2024 erstmals seine Nominierung für den A-Kader. Im Freundschaftsspiel gegen die Auswahl Mexikos, zur Vorbereitung auf das Turnier, am 8. Juni 2024 stand er dann in der Startelf.

## Erfolge
- Europa-League-Sieger: 2024